# Aubert & Duval
 (juillet 2023).
 (juillet 2023).
Si vous disposez d'ouvrages ou d'articles de référence ou si vous connaissez des sites web de qualité traitant du thème abordé ici, merci de compléter l'article en donnant les références utiles à sa vérifiabilité et en les liant à la section « Notes et références ».
Pour les articles homonymes, voir Aubert et Duval.

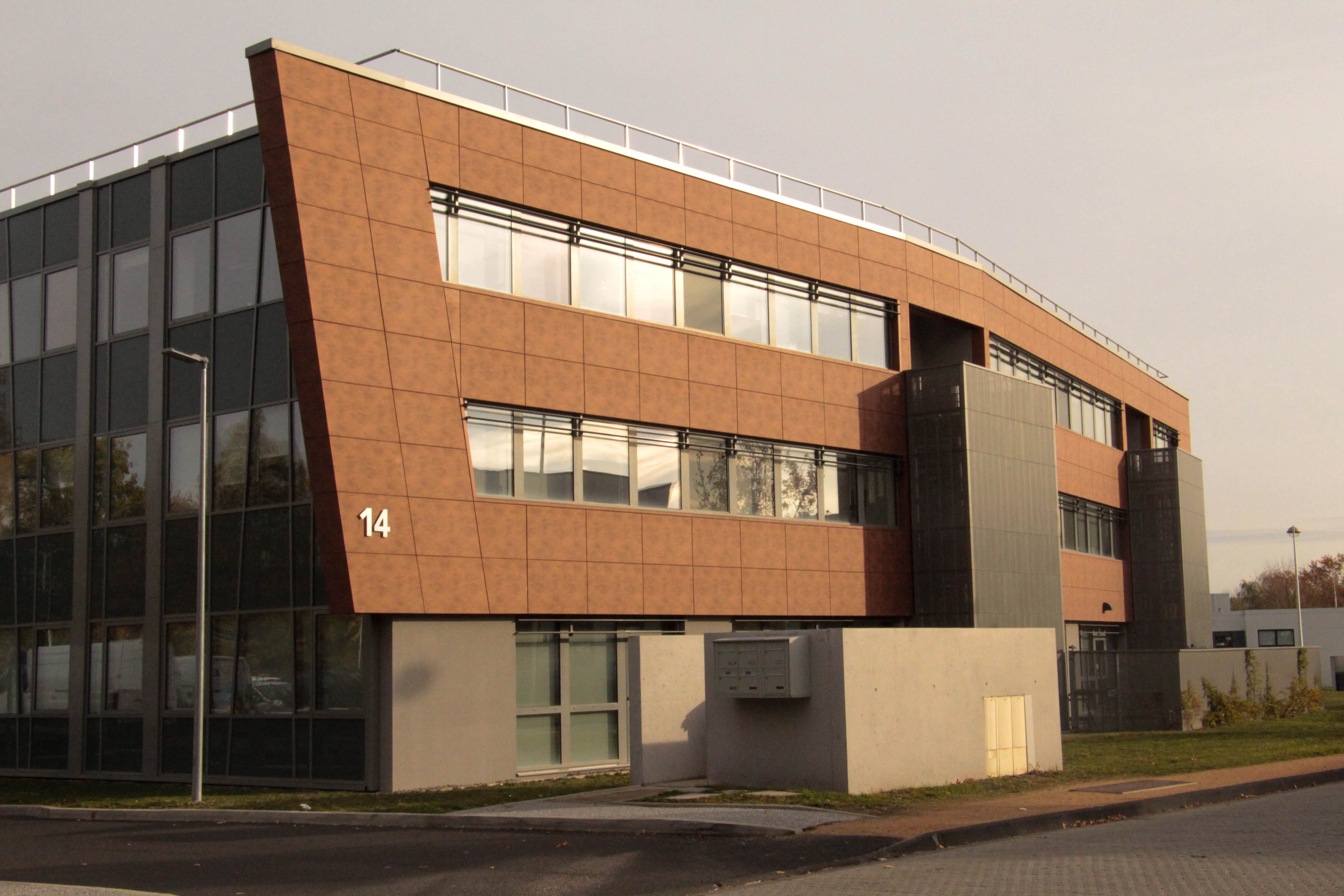
Bureaux d'Aubert & Duval à Clermont-Ferrand.

Aubert & Duval (A&D) est une société métallurgique française. A&D fournit des matériaux sous forme de pièces ou de produits longs pour des applications dans l'industrie aéronautique, l'industrie de l'armement, l'énergie, l'outillage, la compétition automobile, les équipements médicaux, etc.
Elle a été filiale du groupe minier et métallurgique français Eramet de 1999 à 2022. Aubert & Duval est désormais détenu à parts égales par Airbus, Safran et le fonds Tikehau Capital. L'état français détient également une action spécifique au capital d'Aubert & Duval.
Le métier d’A&D consiste à développer, élaborer et transformer (forgeage, matriçage et laminage, ou métallurgie des poudres) des aciers spéciaux, superalliages, alliages d'aluminium et alliages de titane.

## Histoire
L'histoire de l'entreprise Aubert & Duval est complexe, son périmètre a fortement évolué, et résulte des restructurations successives et de regroupements d'entreprises :
Aubert & Duval est une société créée en 1907 à Paris, par Adrien Duval, Henri Duval et Pierre Aubert. Elle s’est spécialisée au début du XXe siècle  dans le forgeage et le traitement thermique.
Le premier bâtiment des Ancizes permet de produire de la fonte synthétique dès l'été 1917. En 1926, la société Aubert & Duval s'intéresse à l'usine des Ancizes de la Compagnie d’électrométallurgie d’Auvergne centrée sur l’élaboration des aciers spéciaux qui est alors intégrée à l'entreprise pour la branche Aciérie et Forge,.
Le site de Pamiers alors issu de Creusot-Loire et le site d’Issoire issu de Forgeal s’associent en 1991 pour créer la société Fortech :
- La construction de l’usine métallurgique de Sainte-Marie à Pamiers remonte à 1817. La Société se développe et prend le nom de Société Métallurgique de l'Ariège en 1867.

En 1939, Issoire est choisie pour sa position stratégique équidistante de toutes les frontières pour accueillir La Forgeal, une société spécialisée dans la fabrication d'aluminium et de duralium, indispensables aux besoins du conflit.
Les sites d'Imphy et Firminy sont tous deux issu de Tecphy :
- Le site d’Imphy est réputé pour être l’une des plus anciennes usines de France toujours en activité. On suppose que sa création remonte à 1587. En 1989, une entreprise nommée Tecphy fut créée à Imphy pour reprendre cette usine métallurgique.
- En ce qui concerne Firminy, essentiellement au XIXe siècle, ou au début du XXe siècle. En 1829, un maître de forge alsacien, Jacob Holtzer, crée une aciérie à Unieux afin d’approvisionner en métal la manufacture d'armes de Saint-Étienne. En 1854, un autre entrepreneur, François-Félix Verdié crée les Forges de Firminy, s'appuyant notamment sur les besoins du secteur du chemin de fer[10]. Intégrées au début des années 1970 dans un agglomérat de sociétés sidérurgiques appelé Creusot-Loire. Alors que le secteur de la sidérurgie est en crise en France et confronté à une concurrence internationale. Dix ans plus tard, en 1984, cet ensemble Creusot-Loire, qui emploie huit mille salariés, dépose le bilan au tribunal de commerce de Paris et est démantelé, avec la fermeture de plusieurs unités ou réductions d’effectifs[11],[12],[13]. Quelques années plus tard en 1993, l’usine de Firminy rejoint Tecphy[14],[15] Aubert & Duval reprendra alors des activités métallurgiques issues de ce démantèlement, notamment des unités produisant pour l'armée ou pour l'aéronautique.

En 1998 Fortech et Techphy sont regroupés au sein du site tertiaire d’HTM située sur le site de La Pardieu à Clermont-Ferrand.
En 1999 Aubert & Duval incorpore Fortech (qui compte à cette date 1060 personnes (350 à Issoire et 710 à Pamiers) et Tecphy (qui compte à cette date 540 personnes (260 à Firminy et 280 à Imphy) et HTM à Clermont-Ferrand.
A cette même date, Aubert & Duval rejoint la division Alliages du groupe minier Eramet.
En 2011, création d’UKAD, une coentreprise entre le Kazakh UKTMP et Aubert & Duval installé près du site des Ancizes.
En 2013, une coentreprise, nommée SQuAD, entre Aubert & Duval et l’usineur indien AEQUS Ltd a lieu afin de compléter le portefeuille d’Aubert & Duval.
En 2004, le centre de distribution et de service d'Heyrieux est créé.
En 2016, Aubert & Duval Engineering India (ADEI) est formé pour soutenir SQuAD et finalement, assister les usines françaises en effectuant des simulations et du support technique.
En 2016, l'entreprise a cré EcoTitanium, une unité d’élaboration de titane de qualité aéronautique par voie de recyclage.Cette unité a été créée comme une coentreprise entre UKAD, l’ADEME et le Crédit Agricole Centre France.
En 2017, le site de production d’Irun en Espagne a été intégré chez Aubert & Duval, site spécialisé dans les poudres fines métalliques en superalliages pour fabrication additive.
Début décembre 2020, la direction veut supprimer 462 emplois via un plan de départs volontaires dont 237 dans le Puy-de-Dôme. La maison-mère, Eramet, cherche en parallèle un repreneur pour l'entreprise.
Le 10 septembre 2021, le site d'Aubert & Duval à Pamiers est victime d'un important incendie initié dans le bâtiment de traitement de surface, qui nécessite le confinement des riverains. Aucun blessé n'est à déplorer mais le site subit d'importants dégâts et la production est fortement pénalisée.
En février 2022, Eramet vend sa filiale Aubert & Duval à un consortium mené par Airbus et Safran, pour une valorisation de cette filiale de 95 millions d'euros. Le rachat est autorisé par la Commission européenne le 3 janvier 2023 dans le cadre du contrôle des concentrations.
Le magazine L'Usine nouvelle indique que cette opération attend l'aval des autorités chinoises de la concurrence.
L'acquisition d'Aubert & Duval par le Consortium est finalisée le 28 avril 2023,.

## Implantation
| \| Aubière · Les Ancizes-Comps · Issoire · Firminy · Imphy · Pamiers · Heyrieux \| Implantations en France |
| Aubière · Les Ancizes-Comps · Issoire · Firminy · Imphy · Pamiers · Heyrieux                               |

Aubert & Duval est implantée sur 14 sites.
11 sites industriels (France et monde)
- Les Ancizes / EcoTitanium / UKAD
- Imphy
- Heyrieux
- Firminy
- Issoire / Interforge
- Pamiers[30]
- A&D Spain en Espagne
- SQuAD en Inde

Sièges et sites tertiaires
- Issy-les-Moulineaux, le siège d'Aubert & Duval
- Clermont-Ferrand
- ADEI (Belgaum, Inde : bureau d'ingénierie & méthodes)

Aubert & Duval est présent, du fait de la mondialisation, dans la plupart des pays européens et des grandes capitales industrielles mondiales, tels que l’Allemagne, la Belgique, le Brésil, la Chine, l’Espagne, les États-Unis, l’Inde, l’Italie, le Japon, la Norvège, les Pays-Bas, la Pologne, le Royaume-Uni, la Russie, la Suède, la Suisse, la Turquie…

## Principaux marchés
Aéronautique, spatial, énergie, médical, automobile, outillage industriel, mécanique de précision, défense, horlogerie, sports mécaniques, mandrins de laminage, environnement, chimie, marine, poudres pour fabrication additive…

## Principaux produits
- Produits longs : produits longs laminés (barres, billettes, méplats…), demi-produits forgés et lingots (blooms…), produits plats (tôles…).
- Pièces : pièces forgées et matricées.
- Poudres pour fabrication additive
- Autres spécialités : traitement thermique à façon.

À Firminy, Aubert & Duval fabrique le canon de 155 mm qui équipe le CAESAR (camion équipé d’un système d’artillerie) : ébauché à partir de lingot d'aciers, le tube est ensuite envoyé à la canonnerie de Nexter à Bourges pour y être intégré au châssis du camion,.

## Principaux clients
Airbus, Boeing, Safran, General Electric, Turbomeca, Framatome, Nexter, Naval Group, IHI, Valinox, Eurocopter, MTU, Liebherr, BAE Systems, Goodrich, Siemens, Alstom, Embraer, Dassault, LISI Aerospace, Ferrari, Rolls-Royce, Naval Group

## Santé économique
En 2025, la santé économique de Aubert et Duval est encore loin d'être idéale, même si elle s'est améliorée depuis 2015. En effet, l'entreprise était déficitaire depuis 10 ans et s'était enfoncée économiquement suite la crise de l'audit interne de 2018 et de la crise Covid, et avait perdu plus d'un milliard d'euros depuis 2018,.
L'entreprise au bord de la faillite est alors rachetée par ses propres clients (Airbus et Safran, épaulés par le fonds d'investissement Tikehau), soucieux de ne pas perdre l'un de leurs principaux fournisseurs et de se retrouver dépendants de fournisseurs étrangers (américains et russes).

## Controverses
Un audit interne mené en 2018 par le groupe minier Eramet (alors maison mère de Aubert et Duval), révèle des fraudes (qualité des produits). L’ASN (Autorité de sûreté nucléaire) ouvre une enquête afin de déterminer si des pièces non conformes ont été livrées à EDF. Elle écrit en août 2019 que « Les investigations ont mis en évidence l’application, au sein (…) d’Aubert et Duval, de consignes visant à modifier des résultats pour les rendre conformes aux exigences techniques attendues », l’ASN a signalé au Procureur de la République ces pratiques susceptibles de constituer une fraude.
Selon le journal indépendant Disclose, Aubert & Duval a livré du matériel de guerre à l’entreprise israélienne Elbit Systems (pièces détachées pour des canons) au moins jusqu'en juin 2025, alors même que son action en Palestine a été qualifiée de génocide en décembre 2023 par la Fédération Internationale pour les Droits Humains (FIDH), de crime de guerre et crime contre l'humanité en juin 2024 par la commission d'enquête de l'ONU, et que le président Emmanuel Macron avait appelé à cesser les livraisons d'armes à Israël le 5 octobre 2024. L’entreprise et le ministère des armées français ont indiqué que la licence d'exportation de matériel de guerre accordée par l'Etat français à Aubert & Duval prévoyait explicitement que le produit final soit réexporté par Elbit Systems et ne soit pas utilisé par les forces armées israéliennes.

## Activité de lobbying
Pour l'année 2017, Aubert et Duval déclare à la Haute Autorité pour la transparence de la vie publique exercer des activités de lobbying en France pour un montant qui n'excède pas 10 000 euros.